# Liste des archevêques de Westminster
L'archevêque de Westminster est un des cinq archevêques de l'Église catholique en Angleterre et au pays de Galles. Ce titre a été créé avec le rétablissement de la hiérarchie catholique en 1850, et le premier détenteur, Nicholas Wiseman, était auparavant vicaire apostolique du district de Londres. L'archevêque actuel, Vincent Nichols, est le onzième à exercer cette fonction.
L'archevêque a sous sa juridiction le diocèse de Westminster, dont le siège est la cathédrale de Westminster, mais il est également le métropolitain de la province de Westminster qui compte quatre autres diocèses : Brentwood, Est Anglie, Northampton et Nottingham.
| Dates       | Nom                     | Notes                                                 |
| ----------- | ----------------------- | ----------------------------------------------------- |
| 1850-65     | Nicholas Wiseman        | auparavant vicaire apostolique du district de Londres |
| 1865-92     | Henry Edward Manning    | ancien archidiacre anglican, veuf depuis 1837         |
| 1892-1903   | Herbert Vaughan         | auparavant évêque de Salford                          |
| 1903-35     | Francis Bourne          | auparavant évêque de Southwark                        |
| 1935-43     | Arthur Hinsley          | auparavant délégué apostolique en Afrique             |
| 1943-56     | Bernard William Griffin | auparavant évêque auxiliaire de Birmingham            |
| 1956-63     | William Godfrey         | auparavant archevêque de Liverpool                    |
| 1963-75     | John Heenan             | auparavant archevêque de Liverpool                    |
| 1976-99     | Basil Hume              | auparavant abbé de l'abbaye bénédictine d'Ampleforth  |
| 2000-09     | Cormac Murphy-O'Connor  | auparavant évêque d'Arundel et Brighton               |
| Depuis 2009 | Vincent Nichols         | auparavant archevêque de Birmingham                   |

## Source
- (en) Catholic Hierarchy - Archdiocese of Westminster